# 特非爾·蓋伯
特非爾·蓋伯（英語：Tefere Gebre，1968年10月15日—）是一名衣索比亞裔美國籍的勞工運動者，自2013年9月10日起，擔任美國勞工聯合會暨產業工會聯合會的執行副總裁。蓋伯是美國勞聯會歷史上第一位當選為官員的非洲移民，在他當選之前曾任橘郡勞工聯合會的執行主任。

## 早年生活
蓋伯14歲時，為了逃離飽受戰火蹂躪的衣索比亞，徒步走了好幾個星期到蘇丹避難。他先居住在蘇丹的難民營，直到15歲取得美國的政治庇護後，才獨自前往美國洛杉磯。
1987年，蓋伯畢業於洛杉磯市中心的貝爾蒙特高中（Belmont Senior High School），之後他申請了波莫納加州州立理工大學的田徑獎學金，並從該大學畢業獲得國際行銷學士學位。
在大學期間他半工半讀，其中一份工作是在優比速（United Parcel Service, Inc.，縮寫為UPS）和全國卡車司機工會第396分會擔任夜班的貨物裝卸人員，這是他第一次進入工會工作。蓋伯表示，他能夠負擔得起大學的費用，都要歸功於這份工作。

## 加州勞工和政治運動時期
在職業生涯早期，蓋伯曾擔任當時加州議會議長威利·布朗（Willie L.Brown Jr.，1934年3月20日－）的立法助理，並曾兩次當選為加州青年民主黨主席，他是第一位當選黨主席的黑人及非洲移民。
蓋伯在橘郡第一次組織工會時，就成功組織了一個近400位清潔人員工會。他曾擔任Frontlash非營利組織的執行主任，Frontlash在當時是美國勞工聯合會的青年暨學生分部，主要幫助少數民族和年輕人登記投票並參與選民教育。
從1997年到1999年，蓋伯在北美勞工國際聯合會第270號分會擔任政府關係主任，之後又擔任加州勞工聯合會的南加州政治主任。2006年，蓋伯開始為橘郡的勞工聯合會工作，該聯合會由90個工會組成，一開始擔任該會的政治主任，從2008年開始升任執行主任。橘郡聯合會能在屬於共和黨的保守陣營地區整合成一股政治勢力，要歸功於蓋伯任內的輔助。
他的另一貢獻，是在2012年的選舉投票中，成功阻擋加州第32號提案的通過；他透過增加選舉人數及加強教育宣導的方式來領導橘郡聯合會，成為這次成功阻擋提案的關鍵。

## 美國勞工聯合會暨產業工會聯合會時期
勞工運動人士指出，蓋伯當選聯合會副總裁代表了聯合會世代和體系的變革，體現了一個重視新漸進式夥伴關係和跳脫傳統的組織 。
蓋伯在接受《哈芬登郵報》採訪時說：「我個人從未見過一個更加開放且願意接納更多勞工的勞工大會，一個現在願意替那些在麥當勞廚房裡揮汗工作的廚房員工、計程車司機、家庭幫傭及臨時工人發聲的勞工運動。」
蓋伯擔任美國勞工聯合會暨產業工會聯合會的執行副主席，在整體勞工運動中地位排行第三。因他致力於促進美國社會正義及平等就業，使他在2017年獲得了世界和平獎的和平大使獎。

## 外部連結
- Orange County Federation官方網站 （页面存档备份，存于）
- AFL-CIO官方網站 （页面存档备份，存于）